# Герловин, Валерий Маркович
Валерий Маркович Герловин (род. 26 мая 1945 или 1945, Владивосток) — российский художник-концептуалист. Вместе с женой Риммой Герловиной является одним из наиболее последовательных представителей московского концептуализма (о совместном творчестве см. Герловины).
В 1967 году окончил Школу-студию МХАТ с дипломом художника-постановщика. Работал художником в цирке. С 1979 года вместе с женой живёт и работает в США.

## Творчество

### Московский период
В начале 1970-х годов создавал абстрактные живописные и графические работы в минималистичном ключе. Сюда можно отнести такие серии, как «Ландшафты» (1973, трехцветная серия, создающая иллюзию старинных карт), «Знаки» (1973, серия обыгрывала привычный всем код дорожных знаков), «Фигуры» (1974) и «Информация (1975)». Нумерологические мотивы этих серий, а также приёмы перфорации и тиснения получили дальнейшее развитие уже в нью-йоркский период творчества художника.
Графические серии были выполнены в технике монотипии. Сам Валерий описывает этот процесс так:
«Процесс производства графических серий был весьма неординарный: это были оригинальные монотипии, сделанные с помощью цветной копировальной бумаги, коллажные композиции которой отпечатывались под действием горячего пресса, варьирующейся температуры и различного по силе и форме давления. Мягкая цветовая гамма, свойственная этой технике, гармонично сочеталась с зернистым оттиском на ватманской бумаге, что слегка напоминало старинные гравюры на дереве. Линейные контуры фигур были нарисованы через копирку паяльником, а плоские цвета отпечатывались утюгом под разными скосами, наклонами и зигзагами. В какой-то степени это было фигурное катание утюгом. В целом эта техника была довольно разработана, в ней было много нюансов и всяких чудных изобретений, включая тиснение и перфорацию с помощью металлических трубочек».
В тот же период работал над скульптурными объектами из металла, земли и хлеба.

#### Металл
В 1974 году начал создавать объекты из металла, используя запчасти бытовой техники, части металлических предметов, например, почтовые ящики, и металлический конструктор. К этому периоду относятся «Яблоко», «Сад», «Да» и «Нет», «Я», «М» и «Ж», «Партийное собрание», «Леонардовский человек», «Ветка» (все 1975 года), «Муравей» и «Гусеница» (1976), «Мадонна с младенцем» (1977).
Создавая объекты из конструктора, Валерий стремился не к изображению конкретных вещей, а к созданию их концептов, или архетипов, что можно сравнить с платоновскими идеями или с кантовскими вещами-в-себе: «копия из конструктора, как бы ее архетипический вневременной прототип. … символ, не подверженный разложению». «Такое отношение к объекту носило оттенок кантовской „вещи в себе“. В этом смысле хотелось оперировать не формами, а мета-формами, сохраняющимися в подсознательном регионе человеческой памяти в виде концептов». Искусствовед Екатерина Бобринская отмечает, что работы Валерия из конструктора «построены на постоянно колеблющемся соотношении между мгновенным опознанием предмета и неузнаваемостью его пластического облика, не соотнесенного ни с природой, ни с привычной системой изобразительности. … Абсолютная нейтральность использованного материала — детского конструктора — и его абсурдная отстраненность от естественных свойств изображаемого предмета вовлекают сознание в ироничную игру, направленную на различение предмета в его реальности от его словесных обозначений».

#### Земля
Используя землю как материал для своих работ, Валерий обыгрывает её мифологические и символические смыслы. Земля здесь выступает и как мать-природа (мать сыра земля), порождающая жизнь и вновь принимающая её в свое лоно, и как первичная материя, и как макрокосм.
Объект «1 м² земли» (1975), по словам художника, «открывал целинную землю ленд-арта в русском искусстве». Эта работа представляет собой плоский квадратный контейнер из плексигласа, заполненный землей, и напоминает почвенный срез из геологического музея. Земля здесь выступает как плодородная почва, как некая первичная материя, из которой состоит все сущее.
В работе «Глобус» (1975) вращающийся стеклянный глобус на ножке наполнен землей и является «шаром Земли» в буквальном смысле слова.
Среди других работ серии «Колебание», «Поезд», «Жизнь человека в двух частях», «Пустота — земля», «Земля — земля», «Слияние: земля — металл» (все 1975 года).

#### Хлеб
Привычка из детства лепить разнообразные фигурки из хлебного мякиша натолкнула Валерия на идею создания хлебных миниатюрных скульптур, которые накапливались и консервировались подобно псевдогербариям. Лепились эти фигурки зачастую во время застольных бесед при самых разных обстоятельствах. Так же, как в случае с землей, важен был глубокий символизм хлеба как материала.
Сюда относятся «Коллекция некурящего», «Украшения из хлеба, Россия, вторая половина 20 века н. э.», «46 жизней хлебного мякиша», «Анализы» (все 1976), «Хлебное дерево/ Arbor panea» (1978), «Хлебные принадлежности» и «Хлебные насекомые» (1979—1981), «Шахматы» (1980).

#### «Экспонаты исторического музея»
С 1975 года начинается работа над серией «Экспонаты исторического музея», куда попадают предметы, сделанные из разных материалов, в том числе гербарии и энтомологические коллекции из металла и хлеба. Искусственные растения и насекомые консервировались в застекленных коробках, как музейные экспонаты. Сюда относится, например, металлическая «Метаморфоза лягушки» (1978), в которой представлено три фазы развития лягушки: яйцо, головастик и взрослая особь.
«Класс млекопитающих, homo sapiens» (1976) напоминает энтомологическую коллекцию, только вместо насекомых на иголки насажены небольшие человеческие фигурки с соответствующими подписями: «самец 76 лет», «самец-детеныш 1 год», «самка 63 года» и т. п.
«История искусств» (1976). История искусств представлена в десяти образах, знаковых для конкретной эпохи (картина превращается в концепт, в знак). На последней, десятой, иллюстрации представлен Валерий среди своих работ.
В данную серию входят также коллекции хлебных насекомых и псевдоисторических хлебных украшений.
По мысли художника, создание подобных коллекций позволяло с помощью отдельной части или среза показать целое, которое уже присутствует в работе и восстанавливается зрителем по фрагментам.

### Нью-Йоркский период

#### Мозаики из шприцев
После переезда в Нью-Йорк в 1979 году Валерий продолжил поиски новых материалов и форматов. Появляется серия «мозаичных» работ, в которых художник комбинирует живопись и шприцы, втыкая их в картины наподобие кусочков мозаики и выкладывая из них образы: «Мозаики древнего Нью-Йорка» (Ancient New York Mosaics), 1981-86.
Студия Валерия и Риммы в Нью-Йорке позволила создавать крупные по масштабу работы, и мозаики Валерия превышали человеческий рост. Первая мозаика серии появилась прямо на стене студии: Валерий «выколол» шприцами образ человека, который получил название «Третий человек» (1981). Далее художник начал использовать холсты, на которых плоские образы, написанные красками, сочетались с объемными мозаичными фрагментами.
К серии мозаик относятся, например: «Солдат», «Собака», «Лицо» (1982), «Третий человек с собакой», «Голубь» (1983), «В берете», «Большая икона», «Малая икона» (1984).
По словам художника, использование шприцев как материала было созвучно андерграундному искусству, к которому Валерий и Римма принадлежали в Советском Союзе. В Америке цензура на произведения искусства отсутствовала, но шприцы ассоциировались у публики с проблемой наркомании, а следовательно, напоминали о чём-то запретном, подпольном. «Шприцы отражали хроническую двойственность жизни, они были и медицинским инструментом, колким и болезненным, и одновременно намеком на тенденции к наркотическому разложению. Они не только порождали контроверсию в их интерпретации, но были просто не безопасным материалом. Бывало, что эти работы на выставках, особенно в Ист Вилладже, притягивали излишний интерес полиции. … . Эти художественные средства разных размеров помогал доставать один наш знакомый врач польского происхождения, эксцентричный поклонник неординарных форм в искусстве».
В 1984 году Валерий и Римма создали масштабную инсталляцию «Мозаики древнего Нью-Йорка» в галерее «Матрасная фабрика» в Питтсбурге. В течение недели Валерий расписывал стены галереи четырёхметровыми фресками, изображающими огромные человеческие головы, а Римма снимала этот процесс на камеру. Отснятое видео стало частью инсталляции: его демонстрировали мониторы, заменяющие глаза одной из голов.

#### Лестницы
Другая серия работ, появившаяся в Нью-Йорке, была связана с использованием деревянных лестниц в качестве «холста»: лестница ставилась вертикально, так что её ступени никуда не вели, а на их поверхностях изображались человеческие фигуры, как бы расчлененные этими ступенями. Первая подобная работа была сделана для полуофициальной выставки в заброшенном доке на Гудзоне в 1983 году и изображала человеческое лицо с глазами из шприцев. Позже появились лестницы с людьми в полный рост («Человек-лестница», 1985) и с группами людей («Чело-лестница», 1986).

Здесь, как и в других сериях Герловиных, большую роль играли дополнительные метафорические и мифологические смыслы, которые привязаны к лестнице как предмету: ступени развития, эволюция, восхождение или падение, общественная лестница и т. п. Таким образом человек, изображенный на лестнице, оказывался втянут в эту игру смыслов, вовлечен в процессы эволюции или деградации.
«В контексте наших работ этот символ следует толковать в условной или мифотворческой форме. Одни поднимаются по лестнице герметических секретов или по библейской лестнице Якова, другие идут по лестнице тщеславия, третьи стоят в ожидании лифта на лестничной клетке, а большинство снует туда-сюда без всякого смысла».
Все работы этой серии были сделаны на уже готовых лестницах.

#### Головы
Ещё одна серия середины 1980-х годов была связана с изображением голов, в основном скульптурных, сделанных из дерева. Объясняя появление этой серии, Валерий делает акцент на концептуальном смысле работ: голова, как самое главное в человеке, вместилище и средоточие разума и души, зрения и умозрения. Голова фактически выступает как часть вместо целого.
«Скульптурные головы закономерно сливаются в организованное множество образов одной и той же серии, но при этом каждая голова фигурирует сама по себе, каждая является независимой человеко-единицей. В одних лицах присутствует сосредоточенность и напряженность, в других ощущается головная боль, третьи воплощают безмозглость и прочие качества гуманного и негуманного свойства».

#### Металлические рельефы
Параллельно с деревянными головами появляются работы из металла, который всегда был для Валерия одним из основных материалов. Экспериментируя с листовой жестью, художник сначала обивал металлом деревянные скульптуры, но вскоре обратился к работам чисто из металла (листовой стали и алюминия). Важнейший мотив новой серии — пифагорейский магический квадрат, отражающий в закодированном виде законы мироздания: он появляется на работах в самых разных видах и отражает интерес Герловиных к нумерологии и философии.
«Цифры и четкие лапидарные структуры, обособленные от текучести времени, позволяли мысленно соприкасаться с зоной архетипов и эйдосов и переводить этот опыт на язык искусства».
Металлические скульптуры состояли из цельных листов, в которых Валерий делал прорези и перфорировал цифры. Многие из них продолжали серию голов и изображали обезличенные, геометризованные портреты, покрытые цифрами магического квадрата. Для художника большое значение имела холодность и безэмоциональность металла как материала. Работы этой серии отличаются строго выверенными пропорциями и лаконичностью.
Сюда относятся «Металлические головы», «Тело и кожа», «Бутылка» (1986), «Персональные номера», «Пифагорейский магический квадрат», «Магический квадрат=15», «Председатель», «Вертикаль 4» и «Вертикаль 5» (1987).
Помимо магического квадрата в серии часто появляется тетрактис (пирамида из цифр от 1 до 10), в цифровой форме выражая идеи эволюции и инволюции.
Среди металлических рельефов выделяется серия, связанная с формой круга, нагруженного целой плеядой смыслов, символизирующего мир, небесные сферы, единство, вечность, колесо сансары, мандалу и т. п. Сюда относятся такие работы, как «Круг девяти», «Календарь ацтеков», «Магический квадрат в квадрате», «Календарь» (1988).

#### Приказы
Начиная с 1972 года Валерий сочинял так называемые «приказы», визуально-текстуальные послания Римме (которая в них выступает под именем Бура-Ле), выделившиеся в отдельный жанр его художественной деятельности.

Вот как описывает их сам художник:
«Приказы охватывали самые разнообразные темы: от метафизики до салата на обеденном столе, от сейсмических обзоров до наблюдений за поведением мухи. Начав писать их спонтанно с 1972 от лица начальника к своему подчиненному, то есть жене начальника, он особенно развил их литературно-художественный стиль в середине 80-х, когда эти приказы стали разрастаться до размера конституции. В приказах была использована „смешанная техника“, включающая абсурдистскую игру слов, сугубо казенную терминологию, приемы визуальной поэзии, рисунки и графические построения».

## Выставки

### Как художник
- 1974 2-й осенний просмотр картин «на открытом воздухе» в лесопарке «Измайлово»
- 1976 Выставка московских художников в мастерской Леонида Сокова
- 1978 Rassegna sul dissenso culturale nell' Est europio
- 1979 Zwanzig Jahre unabhangige Kunst in der Sowjetunion / 20 лет неофициального искусства из Советского Союза
- 1981 Nouvelles tendencies de l’Art Russe Non Officiel 1970—1980
- 1982 Russian Samizdat Art (Franklin Furnace Gallery)
- 1982 Russian Samizdat Art (Visual Studies Workshop)
- 1987 Ретроспекция творчества московских художников. 1957—1987. Живопись. Часть 2
- 1989 Transit. Russian Artists between the East & West
- 1990 Другое искусство. Москва 1956—1976
- 1991 Современное советское искусство от «оттепели» до «перестройки»
- 1993 Персональная выставка Rimma and Valeriy Gerlovin. Steinbaum Krauss Gallery
- 1995 Kunst im Verborgenen. Nonkonformisten. Russland 1957—1995. Sammlung des Staatlichen Zarizino-Museums, Moskau
- 1995 Выставка коллекции Александра Глезера
- 1997 Марь Иванна — б…дь и дура
- 1998 Praprintium. Seltene Bucher aus dem Moskauer Samizdat
- 1999 Послевоенный русский авангард из собрания Юрия Трайсмана
- 1999 Praprintium. Seltene Bucher aus dem Moskauer Samizdat
- 2002 АРТ МАНЕЖ 2002. Московская международная художественная ярмарка
- 2003 Зал московского концептуализма. Вадим Захаров. Die Geschichte der russischen Kunst — Von der russischen Avantgarde bis zur Moskauer Schule der Konzeptualisten. Berlin — Moskau/Moskau — Berlin. 1955—2000
- 2004 Beyond Memory: Soviet Nonconformist Photography and Photo-Related Works of Art
- 2005 Remembrance. Russian Post-modern Nostalgia
- 2009 Русский леттризм. Работа художника со словом от концептуализма до актуального искусства
- 2009 Не игрушки!?
- 2011 Линия. Современное искусство из коллекции Михаила Алшибая к 75-летию Леонида Талочкина
- 2012 Московский концептуализм. Начало
- 2013 Concerning the Spiritual In Russian Art, 1965—2011. Selections from the Kolodzei Art Foundation
- 2013 Трудности перевода
- 2014 Перформанс в России: картография истории
- 2016 Thinking Pictures: Moscow Conceptual Art in the Dodge Collection
- 2019 Секретики: копание в советском андерграунде. 1966—1985

### Как куратор
- 1982 Russian Samizdat Art (Franklin Furnace Gallery)
- 1982 Russian Samizdat Art (Visual Studies Workshop)
- 1982 Russian Samizdat Art (Chappaqua Gallery)
- 1982 Russian Samizdat Art (Washington Project for the Arts)